# Bowden (Virginia Occidental)
Bowden es un lugar designado por el censo ubicado en el condado de Randolph en el estado estadounidense de Virginia Occidental. En el Censo de 2010 tenía una población de 9 habitantes y una densidad poblacional de 28,02 personas por km².

## Geografía
Bowden se encuentra ubicado en las coordenadas 38°54′33″N 79°42′32″O / 38.90917, -79.70889. Según la Oficina del Censo de los Estados Unidos, Bowden tiene una superficie total de 0.32 km², de la cual 0.32 km² corresponden a tierra firme y (0%) 0 km² es agua.

## Demografía
Según el censo de 2010, había 9 personas residiendo en Bowden. La densidad de población era de 28,02 hab./km². De los 9 habitantes, Bowden estaba compuesto por el 100% blancos, el 0% eran afroamericanos, el 0% eran amerindios, el 0% eran asiáticos, el 0% eran isleños del Pacífico, el 0% eran de otras razas y el 0% pertenecían a dos o más razas. Del total de la población el 0% eran hispanos o latinos de cualquier raza.